# 普鲁士公国
普鲁士公国（德語：Herzogtum Preußen）位于普魯士地区东部，存在时间为1525年至1701年（1618年起與勃兰登堡合組共主邦聯）。普鲁士公国是历史上第一个新教国家，人口中以德意志裔為主，亦有為數不少的波兰裔和立陶宛裔人口。

## 历史
德意志宗教改革中，1525年条顿骑士团大团长，來自霍亨索倫家族的阿尔布雷希特公開皈依信義宗並停止效忠羅馬教廷，將團國世俗化為普鲁士公国並定都柯尼斯堡，以及向波蘭立陶宛聯邦国王稱臣，史稱「普鲁士称臣」。
1594年，普鲁士公爵阿尔布雷希特·腓特烈將其女安娜許配予出身霍亨索伦家族的勃兰登堡侯国选帝侯约翰·西吉斯蒙德，後者通过此聯姻獲得普魯士爵位繼承權，並終於岳父阿爾布雷希特·腓特烈1608年絕男嗣逝世後繼承爵位，自此與普魯士組成共主邦聯並稱勃蘭登堡－普魯士。兼併後的普魯士從此由一個卑微的附庸小公國晉身成德意志及波羅的海地區的中等強國，走向日後的崛起之路。
1657年，根据《衛劳条约》，大选帝侯腓特烈·威廉获得公国完全主权，1660年的《奥利瓦条约》对此进一步确认。1701年，普鲁士公国升级为普鲁士王国。